# GROBID
GROBID est un logiciel libre d'extraction d'information dans des publications scientifiques. 
Le nom GROBID vient de GeneRation Of BIbliographic Data.
Le logiciel est développé par Patrice Lopez.
GROBID permet d'extraire des méta-données, des références bibliographiques et des entités dans les publications scientifiques.
GROBID est aussi utilisé pour d'autres usages. Par exemple, le logiciel a été utilisé pour identifier des entités nommées dans des journaux personnels de la seconde guerre mondiale.
GROBID est utilisé sur la plateforme HAL pour repérer automatiquement les références citées.